# Берег Кларі
Берег Кларі (англ. Clarie Coast) - частина узбережжя Східної Антарктиди, що лежить між 130° 10' і 136° 11' східної довготи.
Протяжність берега становить близько 350 км. Край материкового льодовикового щита, прямовисно обривається до моря, в цьому районі переривається лише вивідними льодовиками. Поверхня льодовикового щита круто підіймається в глиб материка; на відстані 60 км від берега висота його сягає понад 1000 м.
Берег був відкритий в 1840 році французькою антарктичною експедицією Дюмон-Дюрвіля і названий на честь дружини капітана одного з суден експедиції.